# وداله سندهوان
وداله سندهوان (به انگلیسی: Wadala Sandhuan) یک شهرک در پاکستان است که در دسکه، پاکستان واقع شده‌است. وداله سندهوان ۸۲٬۸۳۵ نفر جمعیت دارد و ۲۳۲ متر بالاتر از سطح دریا واقع شده‌است.